# Wissenschaftliches Zentrum Heidelberg
Das Wissenschaftliche Zentrum der IBM in Heidelberg war eine privatwirtschaftlich-wissenschaftliche Einrichtung der International Business Machines Corporation (IBM), die von 1968 bis Mitte der 1990er Jahre existierte. Zum Zeitpunkt der Gründung war es eines von 16 weltweit verteilten IBM Scientific Centers, deren Zahl sich am Ende bis auf 26 gesteigert hat.
Geleitet wurde das WZH zuerst von Willi Kattwinkel (1968–1972) und dann von Albrecht Blaser (1973–1990). Es startete zunächst mit wenigen wissenschaftlichen Mitarbeitern und wuchs dann bis rund 200 Mitarbeiter Anfang der 1990er Jahre. Die Mitarbeiter waren Angehörige der IBM Deutschland, Gastwissenschaftler – mehrheitlich Post-Docs und Professoren im Sabbatical internationaler Universitäten und Forschungseinrichtungen –, sowie Studierende, die hier ihre Abschlussarbeit anfertigten oder als studentische Hilfskräfte nahegelegener Universitäten arbeiteten.
Das WZH hatte die Aufgabe, die primäre wissenschaftliche und technische Schnittstelle der IBM Deutschland zu den Universitäten und öffentlichen Forschungseinrichtungen in Deutschland zu sein.

## Forschungsbereiche und Projekte

### Advanced Application Research
In den ersten Jahren des WZH lag der Fokus auf der Unterstützung wissenschaftlicher Forschungsprojekte an den Universitäten Heidelberg und Würzburg sowie dem Deutschen Krebsforschungszentrum in Heidelberg. In Zusammenarbeit mit den dortigen Wissenschaftlern wurden mathematische Modelle und diverse Computerprogramme entwickelt, wie etwa zur Früherkennung von Neoplasmen, zur Diagnose von Hörfehlern, zur Erforschung der Resistenz von Bakterien gegen Antibiotika und zum Feststellen von Leberanomalien sowie zur Optimierung der Krebstherapie mit radioaktiven Strahlen.
Von 1984 bis 1991 wurde mit der Universität Heidelberg das Kooperationsprojekt Transplant Information System (TRAINS) durchgeführt. In diesem Projekt wurden an 300 Nieren-Transplantationszentren im In- und Ausland kontinuierlich Daten bzgl. Diagnostik, Durchführung, Nachsorge und Überlebensdauer von Nierentransplantationen erfasst und an die Universität Heidelberg übermittelt. Dort wurden zusammen mit den Medizinern mathematische Modelle für die Bewertung von Verträglich- und Unverträglichkeiten entwickelt, kontinuierlich verbessert und die Ergebnisse wieder an die teilnehmenden Transplantationszentren übermittelt.

### End User Systems
Mitte der 1970er Jahre entwickelte das WZH im Projekt Interactive Programming by Endusers die Konzepte und Technologien für eine Entwicklungsumgebung, mit deren Hilfe Endbenutzer selbst interaktive, elektronische Formulare realisieren konnten. Hierbei entstanden erste Prototypen und ein Produkt, die bereits stark dem ähnelten, was später unter der Bezeichnung Tabellenkalkulation auf den Markt kam.
Parallel dazu befasste sich das WZH in verschiedenen Projekten auch damit, wie man Anwendern den Umgang mit Computersystemen erleichtern könnte. Man experimentierte mit Query by Example in verschiedenen Anwendungsbereichen und entwickelte u. a. das System IDAMS zur interaktiven Datenanalyse, einem frühen Ansatz zu dem, was man heute Data-Mining nennt.

### Natural Language Processing and Knowledge Based Systems Technology
Ab Mitte der 1970er Jahre begann man sich intensiv mit dem Thema Abfragen von Datenbanken in natürlicher Sprache durch Endbenutzer zu befassen und entwickelte hierzu in den Jahren 1974 bis 1982 in Zusammenarbeit mit der IBM Advanced Systems Development Division (ASDD) in Mohansic, N.Y., das experimentelle System USL (User Speciality Languages), das unter Zuhilfenahme einer relationalen Datenbank mit den entsprechenden Fakten natürlich-sprachige Informationsfragen beantworten konnte. Die Weiterentwicklung wurde Anfang der 1990er Jahre eingestellt.
1984 startete das WZH das Nachfolgeprojekt Lingustic and Logic Based Legal Expert System (LEX), ein Gemeinschaftsprojekt mit der Universität Tübingen. Die Zielsetzung war hier „Sprachverstehen“ durch den Computer. Hierzu wurden u. a. syntaktische und semantische Analyseverfahren für Texte, Strukturen zur Repräsentation von Wissen, Regelbasen zur Ableitung sowie ein darauf basierendes Expertensystem entwickelt. Als Textkorpus zur Extraktion von Wissen dienten Texte aus dem juristischen Bereich (vor allem Gesetzestexte und Gerichtsurteile). Mit dem LEX-System konnten einfache Dialoge geführt werden.
Die Erfahrungen aus den Projekten USL und LEX flossen auch in andere Kooperationsprojekte ein, wie z. B. in die Zusammenarbeit mit der Universität Heidelberg zur Entwicklung von Werkzeugen für die Verarbeitung deutscher Texte (wie etwa Grammatiken und Vokabulare), mit IBM Bethesda, Maryland, zur Anreicherung von Produkten der IBM Office Suite mit linguistischen Fähigkeiten sowie mit anderen Wissenschaftlichen Zentren der IBM in Europa im Bereich Logikbasierte Maschinelle Übersetzung.

### Speech Recognition for German (SPRING)
Das SPRING-Projekt war ein späteres Forschungsprojekt des WZH. Ziel war die Entwicklung eines PC-basierten Diktiersystems, um diskontinuierlich gesprochenen Text in geschriebenen Text zu transformieren. Als Basis diente ein Forschungsprototyp des IBM Thomas J. Watson Research Lab in Yorktown Heights, N.Y., der für die Verarbeitung von deutscher Sprache vom WZH angepasst wurde. Die am WZH entwickelte Technologie floss in eine ganze Reihe von IBM-Produkten wie etwa IBM ViaVoice ein.

### Advanced Information Management (AIM)
Datenbank- und Dokumentretrieval-Systeme waren seit Anfang der 1970er Jahre in Form der IBM-Produkte IMS und IBM STAIRS (auch wirtschaftlich) wichtige Basistechnologien für die Realisierung betrieblicher Informationssysteme. Mit seiner 1970 erschienenen Publikation A Relational Model of Data for Large Shared Data Banks schuf E. F Codd die Basis für eine bis dato neue Generation von Datenbanksystemen. Mit dieser Technologie ließen sich auch hochsprachliche Datenbank-Anfragesprachen wie SQL oder Query by Example realisieren. Die ersten Erfahrungen mit System R, das dem WZH etwa ab Mitte der 1970er Jahre zur Verfügung stand, bestätigten diesen Eindruck.
Aufgrund seiner Erfahrungen mit Dokumentenretrieval-Systemen identifizierte das WZH Problemstellungen, die bei komplex-strukturierten Daten auftreten können, wie z. B. bei großen Dokumenten mit Unterteilung in Kapitel, Unterkapitel, Absätze und Sätze. Das WZH nahm diese Erkenntnisse 1977 zum Anlass, die Forschungsrichtung „Advanced Information Management“ (AIM) zu etablieren. AIM sollte die Anforderungen an Datenbanksysteme aus der Sicht fortschrittlicher Anwendungen identifizieren, Lösungskonzepte erarbeiten sowie prototypisch implementieren und erproben.
Mit den beiden Tagungsbeiträgen „Remarks on the Algebra of Non First Normal Form Relations“ und „Data Structures for an Integrated Data Base Management and Information Retrieval System“ über NF2-Relationen trat AIM im Jahr 1982 erstmals als Forschungsgruppe im Bereich Datenbanksysteme international in Erscheinung.
Die AIM-Gruppe analysierte von 1982 bis 1983 eine Vielzahl verschiedener Anwendungen wie z. B. Geoinformationssysteme, CAD, Computer-integrated manufacturing (CIM) u. a. m. und erweiterte das NF2-Relationen-Modell immer weiter, um auch diesen Anwendungen gerecht zu werden. Diese Untersuchungen resultierten in einem noch allgemeineren Datenmodell, den eNF2-Relationen.
Die eNF2-Relationen lieferten das Datenmodell für das ab 1983 entwickelte experimentelle Datenbanksystem Advanced Information Management Prototype (AIM-P). Es war Ende 1985 in einer lauffähigen Version verfügbar und verfügte über Unterstützung von Zeitversionen. AIM-P war damit eines der ersten lauffähigen Temporalen Datenbanksysteme. Mittels dieses Features konnte man auf das angegebene Objekt in seinem Zustand zum angegebenen Zeitpunkt zugreifen. AIM-P verfügte über eine SQL-ähnliche Datenbanksprache sowie über eine Schnittstelle zur Anbindung an Anwendungsprogramme Application Programming Interface (API).
Von 1986 bis 1989 wurde das Kooperationsprojekt Relational Robotics Database with Extensible Datatypes (R2D2) mit der Universität Karlsruhe (heute: KIT Karlsruhe) durchgeführt, um AIM-P in einer komplexen technischen-wissenschaftlichen Anwendung im Bereich CIM zu erproben und weiterzuentwickeln. Dies führte zu einer Erweiterung des AIM-P-Datenmodells um benutzerdefinierte Datentypen und Funktionen sowie einer Erweiterung seiner Systemarchitektur um die Möglichkeit der kooperativen Objektbearbeitung mit Workstations (Workstation-Serverarchitektur).
AIM-P mit seinem eNF2-Datenmodell sowie den auf diesem Modell basierenden benutzerdefinierten Datentypen und Funktionen war auch Gegenstand der Diskussion im ISO-SQL-Gremium für den noch zu entwickelnden SQL:1999-Standard. Allerdings hielt man dort am flachen Relationenmodell fest und packte die eNF2-Erweiterungen in einen speziellen Attributtyp nebst entsprechenden Spracherweiterungen.

### Human Factors of Application Software
Dieser Aspekt spielte bei vielen WZH-Projekten, wie z. B. TRAINS, Interactive Programming by Endusers und IDAMS eine Rolle, war aber kein wissenschaftlich fundierter Untersuchungsgegenstand. Dies änderte sich 1983 mit der Einrichtung der Forschungsgruppe Human Factors mit Wissenschaftlern der Fachrichtung Psychologie und einem Labor zur Durchführung wissenschaftlicher Experimente. Den öffentlichen Start zu diesem Forschungsgebiet am WZH markierte das eintägige wissenschaftliche Symposium zum Thema Enduser Systems and Their Human Factors, das anlässlich des 15-jährigen Bestehen des WZH im März 1983 durchgeführt wurde. Die ersten, grundlagenorientierten Experimente dienten zur Klärung von Fragen wie:
- Sind Symbole (Icons) immer besser als textuelle Darstellungen geeignet?
- Für welche Typen von Benutzern und Anwendungen und in welchen Phasen gilt das gegebenenfalls?
- Wie müssen diese Icons ggf. aufgebaut sein, damit sie vorteilhaft sind?[48][49]

Die Human-Factors-Gruppe führte in der Folge umfangreiche grundlegende Forschungsarbeiten und experimentelle Untersuchungen zur Identifikation der relevanten Faktoren für die Realisierung benutzerfreundlicher Dialog-Schnittstellen in verschiedenen Anwendungsbereichen durch, wobei – in Zusammenarbeit mit der AIM-Gruppe – die Interaktion von Benutzern mit Datenbanksystemen einen Schwerpunkt bildete.

### Scientific Computing and Problem Solving
Mit der immer leistungsfähigeren Computer-Hardware, wie z. B. der IBM Vector Facility, eröffneten sich auch neue Anwendungsmöglichkeiten und Problemlösungsansätze, so dass man sich 1983 entschloss, eine eigene Forschungsgruppe für diesen Bereich einzurichten. Wegen der großen Bedeutung dieser Thematik für die IBM und zur Bündelung der diversen Aktivitäten in diesem Bereich wurde 1988 am WZH das Institute for Supercomputing and Applied Mathematics eingerichtet.
Die Forschungsthemen in diesem Forschungsbereich waren unter anderem:
- Rechnen mit garantierter Genauigkeit[57][58]
- Methoden zum Lösen linearer Gleichungen[59]
- Computer Algebra
- Entwicklungswerkzeuge und Methoden für Parelleles Rechnen
- Lineare und nichtlineare Optimierungsprobleme
- Simulationsverfahren und Berechnungen für verschiedene Anwendungsgebiete

### Operating Systems, Distributed Systems and Networks
Das WZH verfügte über ein eigenes Rechenzentrum und war 1984 mit einem Rechner vom Typ IBM 3083, Bildschirmen an jedem Arbeitsplatz und 30 mit dem Zentralrechner verbundenen PCs verschiedenen Typs ausgestattet. Auf Wunsch von IBM Deutschland befasste sich das WZH mit betriebssystemnahen Themen, wie etwa im Hinblick auf evtl. zu erwartende Probleme von Betriebssystemen, wenn diese Anwendungen auf sehr viel leistungsfähigeren Computern (z. B. 100 × schneller und viel größere Hauptspeicher als die Computer dieser Zeit) zu steuern haben.
Weitere wichtige Themen waren Netzwerke, Verteilte Betriebssysteme in heterogenen Netzen, Verteiltes Rechnen im akademischen Bereich sowie Endbenutzeranwendungen in Offenen Systemen, die 1985 schließlich in eine eigene organisatorische Einheit – das European Networking Center (ENC) – ausgegliedert wurden.

## Das Ende des Wissenschaftlichen Zentrums der IBM in Heidelberg
In der ersten Hälfte der 1990er Jahre geriet die IBM Corp. in die größte Krise ihrer Firmengeschichte. Enorme Umsatzeinbrüche in fast allen Bereichen führten zu Sparmaßnahmen, die auch weltweit zur sukzessiven Schließung oder Neuausrichtung und Umwandlung aller IBM Scientific Centers führten. In den 2000ern war der Begriff IBM Scientific Centers dann gänzlich verschwunden. Am WZH machte sich der beginnende Niedergang etwa ab Anfang der 1990er Jahre mit immer rascheren Führungswechseln auf der Leitungsebene sowie strukturellen Umorganisationen und sich ändernden inhaltlichen Neuausrichtungen bemerkbar. In dieser Phase verließen viele Wissenschaftler das WZH oder wechselten innerhalb der IBM in andere Bereiche. Faktisch fand das WZH im Laufe der zweiten Hälfte der 1990er Jahre sein Ende.